# 鈴木章夫 (オートレース選手)
鈴木 章夫（すずき あきお、1946年8月23日 - ）は、日本のオートレース選手。

## 選手データ
- プロフィール（2024年9月現在）
  - 静岡県出身
  - 2期
  - 浜松オートレース場所属
  - 1964年9月15日選手登録
  - 身長 157.6cm
  - 体重 46.5kg
  - 血液型 AB型

- 戦歴
  - 通算優勝回数:61回
  - グレードレース（SG・GI・GII）優勝回数:5回
  - GI優勝回数:2回
  - GII優勝回数:3回
  - 最年長勝利記録:78歳343日 - 2025年8月1日（公営競技全体でも史上最年長勝利記録）[1]

## グレードレース戦歴
- GI戦歴
  - GI優勝回数:2回
  - 開場記念ゴールデンレース（1980年・1990年、浜松オートレース）

- GII戦歴
  - GII優勝回数:3回
  - 中日スポーツ杯争奪サマーチャンピオン決定戦（1994年、浜松オートレース場）
  - 春のスピード王決定戦（1988年・1990年、浜松オートレース場）

## いぶし銀
ダート時代から活躍する浜松での古参の選手であるが、ダート・トライアンフ時代を通じて浜松のトップには手が届かない存在であった。フジ後期からセア乗り換わり後しばらくが選手としてのピークを迎えるというオート界には珍しい部類に入る遅咲きの選手と言える。地元大エースの鈴木辰己からA1の座を奪い取ったこともある。1992年の全国地区対抗戦（伊勢崎オートレース場）では初日から苦しみ抜いた上、優勝戦進出。さらにその優勝戦でも得意の湿走路を味方にあわや優勝という大活躍を見せた。
広瀬登喜夫（川口オートレース場所属・期前・引退）の引退後は全国的にも強い年配レーサーとして、古希を超え78歳の今も第一線で勝利を挙げるほどの活躍を見せている。

## 最年長記録
先述の公営競技最年長勝利記録のほかに、G1勝利（76歳60日）、G2勝利（78歳343日）、出走（75歳102日）、優勝戦進出（78歳331日）と、5部門の公営競技最年長記録を保持している。